# Ашмјанка
Ашмјанка (блр. Ашмя́нка; рус. Ошмянка) белоруска је река и лева притока реке Вилије (део басена реке Њемен и Балтичког мора).
На њеним обалама налази се град Ашмјани.

## Карактеристике
Река Ашмјанка извире у атару села Мурованаја Ашмјанка у Ашмјанском рејону у Гродњенској области Белорусије на подручју Ашмјанског побрђа преко којег и пролази у свом горњем делу тока. У средњем и доњем делу тока тече преко Нарачанско-вилејске низије у подручју Смаргоњског рејона, и улива се у реку Вилију код села Видјуни у Астравечком рејону.
Укупна дужина водотока је 105 km, а површина сливног подручја 1.490 km². Просечан проток у зони ушћа је 13,4 m³/s. Највећи проток има токо јесени и пролећа (41%), а највиши водостај је током марта и креће се од 2,3 до 3,1 метар. Под ледом је од средине децембра до краја марта.
Речна долина Ашмјанке је трапезоидног облика, ширине 1 до 1,5 km, и издиже се до неких 18 метара изнад наплавне равнице (чија је просечна ширина 200 до 300 метара од средишта корита). Корито карактерише интензивно меандрирање (као и код свих равничарских река), највећим делом је канализовано, ширине од 3 до 5 м у горњем и средњем делу тока, до 15—20 м у нижим деловима. Просечан пад је око 0,8 м/км тока. Обале су доста стрме и обрасле жбунастом вегетацијом (посебно у доњем делу тока).

## Хидропотенцијал
На око 36 km од ушћа 1959. је саграђена устава којом је формирано вештачко Рачунско језеро чије воде се користе за рад Рачунске ХЕ (рус. Рачунская гидроэлектростанция) те за наводњавање околних подручја, али и за риболов и рекреацију. „Рачунска ХЕ“ је радила све до 1977. када је напуштена. Након реконструкције целог система 2001. је поново пуштена у рад (капацитет 300 кВт, годишње 1,5 милиона кВт часова).